# Rosa 'Maiden's Blush'
Rosa 'Maiden's Blush' — старинный сорт роз класса Альба. Используется в качестве декоративного садового растения. . 

## Биологическое описание

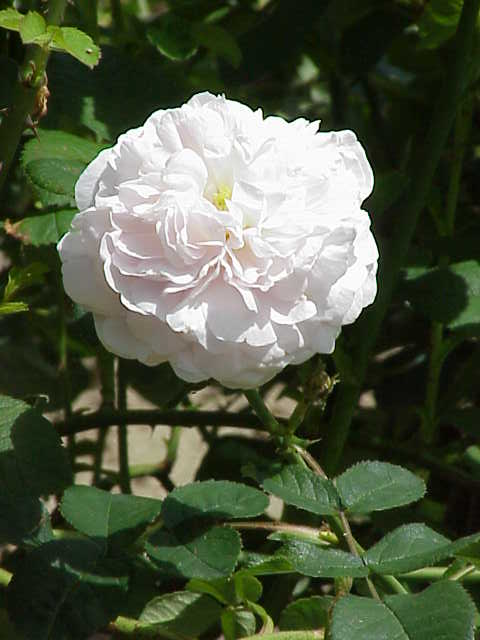

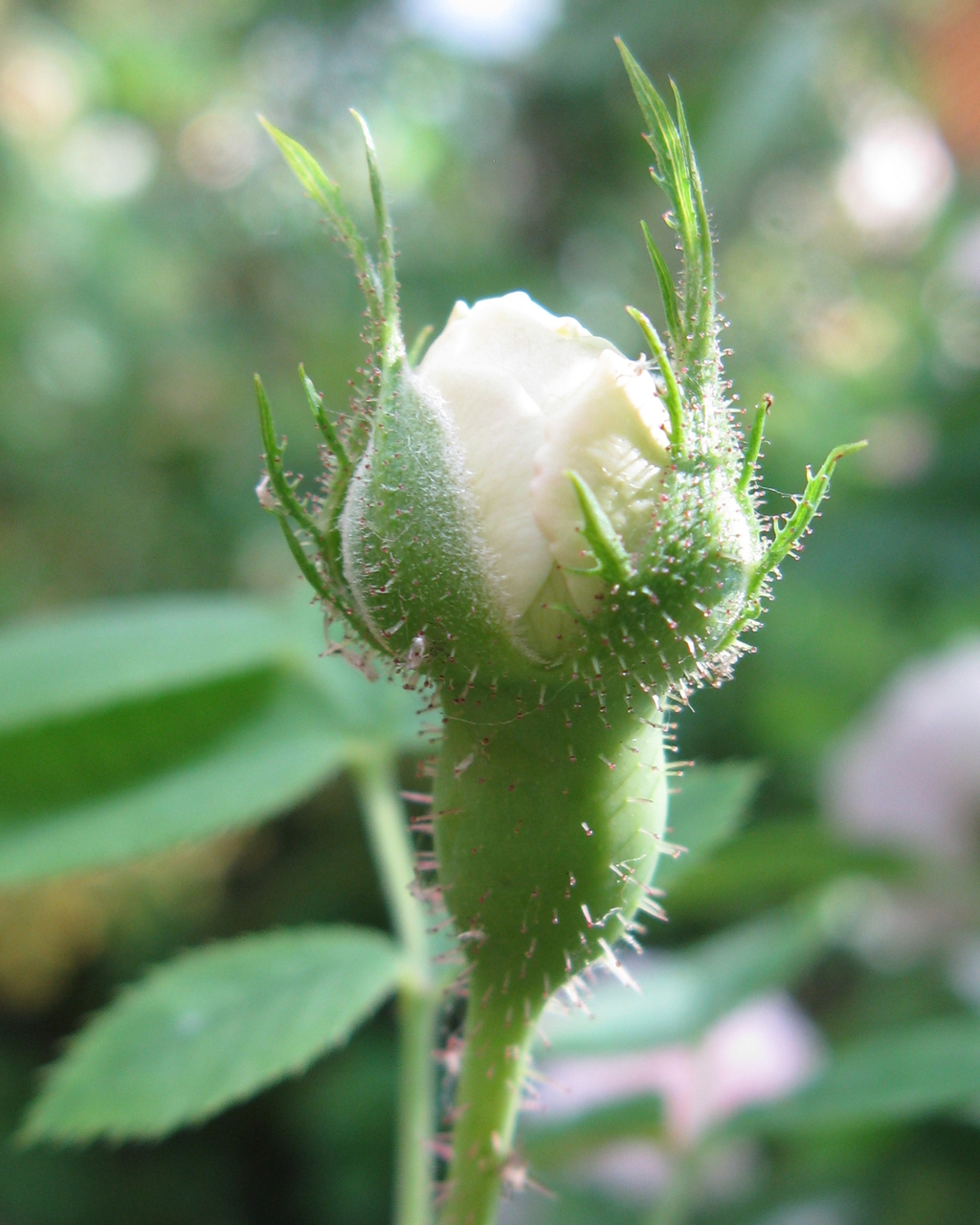

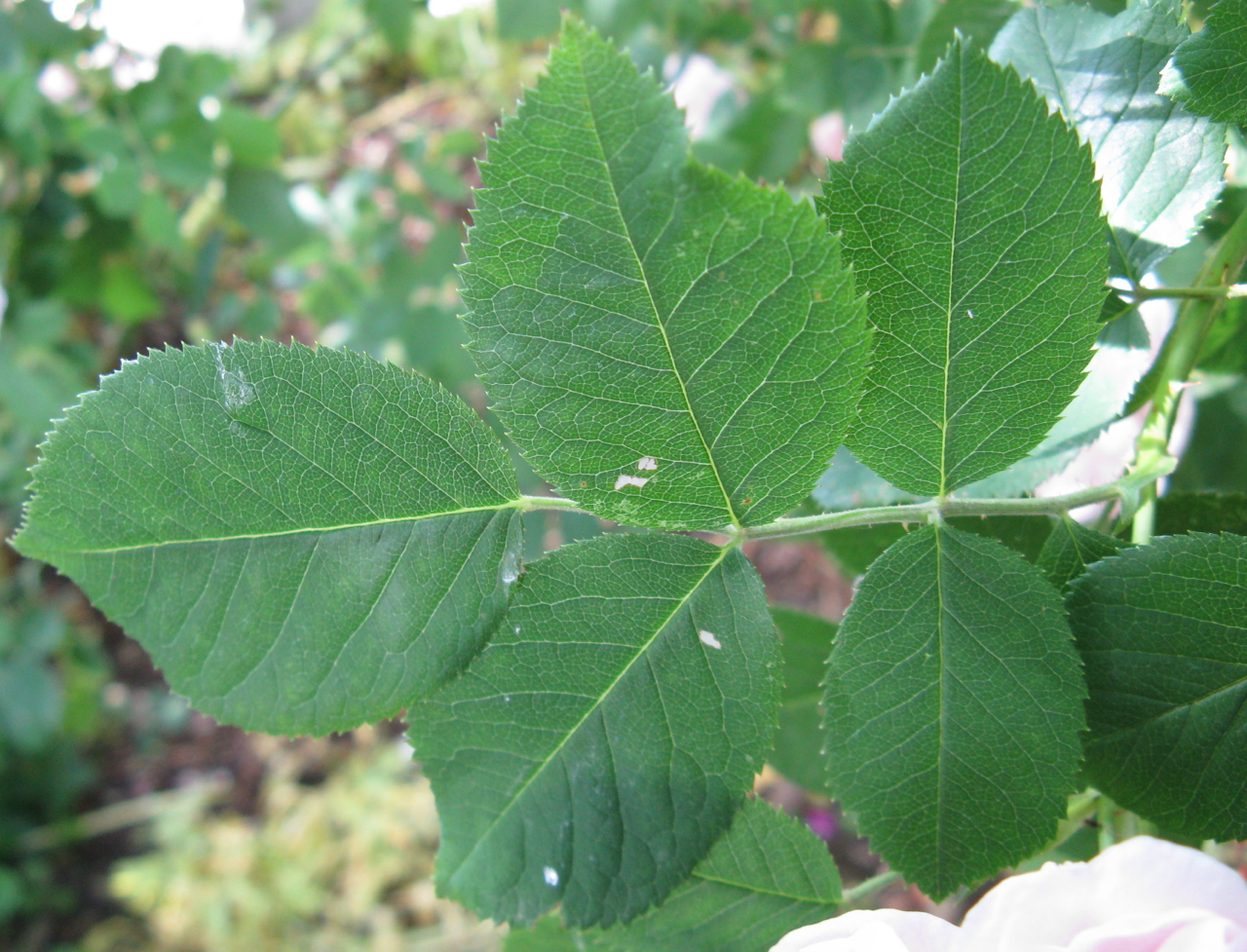

Высота куста от 150 до 250 см, ширина до 150 см. Шипов либо нет, либо мало. Куст вертикальный. Под тяжестью цветков побеги поникают.
Листья полуглянцевые, тёмно-зелёные, листочков от пяти до семи.
Цветки белые, или бело-розовые, диаметром около 8 см. Лепестков до 50. Цветки появляются в кистях по три—пять. Аромат сильный. Цветение однократное.
Более 200 лет назад в Англии этот сорт был известен, как 'Cuisse de Nymphe'. Сообщается, что были распространены два клона 'Great Maiden’s Blush' и 'Small Maiden’s Blush'. Последний более низкий и с более мелкими цветками, но некоторые авторы утверждали, что разница не видна и лучше — во избежание путаницы — называть этот сорт 'Maiden’s Blush'.
Сравнение подлинных гербарных образцов показывает, что Rosa incarnata идентична 'Cuisse de Nymphe' из французских садов. 'Maiden’s Blush' отличается от Rosa alba окраской цветков, почти полным отсутствием шипов на побегах, более многочисленными листиками (обычно их семь), а также наличием многочисленных шипиков ниже прицветников.
'Maiden’s Blush' является одной из 50 роз, которые считал лучшими известный коллекционер и специалист по розам Майкл Гибсон.
Некоторые авторы считают 'Maiden’s Blush' естественным гибридом Rosa alba × Rosa centifolia.

## В культуре
Сорт отличается энергичным ростом, теневыносливостью и высокой устойчивостью к болезням. 
Зоны морозостойкости: от 3b до 9b.

## В искусстве
Поскольку в садах Эпохи Возрождения был широко распространён 'Maiden’s Blush', предполагается, что именно он был изображён на картине художника Сандро Боттичелли «Рождение Венеры».